# L'Indic (magazine)
Pour les articles homonymes, voir L'Indic (homonymie).
L'Indic, sous-titré Noir magazine, est un magazine quadrimestriel puis trimestriel français consacré aux littératures policières. Il a été créé en 2008 par Caroline de Benedetti et Emeric Cloche. À partir de 2015, L'Indic passe à quatre numéros par an.
Depuis le no 3, L'Indic se consacre également à la science-fiction et au fantastique. Le magazine a progressivement élargi sa gamme d'articles à toutes les littératures de genre. Les articles et chroniques parlent de livres, de bandes dessinées, de cinéma et de musique. Chaque numéro possède un dossier Enquête qui tourne autour d'une thématique.
L'Indic est édité par l'association Fondu au noir. La conception graphique du magazine est de Dominique Tanguy et Caroline de Benedetti.

## Thématiques et sommaires détaillés des numéros

### Numéro 23: Bestiaire du polar (décembre 2015)
Dossier Bestiaire du polar (par Geoffroy Domangeau, Jocelyne Hubert, Jérôme Jukal, Benoît Minville, Bruno Lamarque, Gwen Lebars, Julien Heylbroeck, Caroline de Benedetti). Iconographie Des flingues et des couteaux. Garde à vue : Les animaux chez… Craig Johnson, Paola Barbato. La musique adoucit les moeurs : Les canots du Glen Carrig et Ahab. Le boudoir : La chambre bleue. Focus : Le Noir est un polar comme les autres – De Judex à Fantômas et Irma Vep – Jack Vettriano Scoop : Utopiales, des images pour demain Verdict : Opération Napoléon, Arnaldur Indridason – Entre toutes les femmes, Erwan Larher – Le contrat Salinger, Adam Langer – Les ombres de Katyn, Philip Kerr – La résurrection de Luther Grove, Barry Gornell – Le blues des grands lacs, Joseph Coulson – Là où se cache le diable, Benjamin Guérif – Je suis sa fille, Benoît Minville – Le dossier Bug le Gnome, Renaud Marhic – La malédiction du tigre blanc, Carlos Salem – La quête de Wynne, Aaron Gwyn – La santé par les plantes, Francis Mizio – Les enfants de l’eau noire, Joe R. Lansdale – Personne ne court plus vite qu’une balle, Michel Embareck – Combat de coqs, Charles Willeford – Stoner Road, Julien Heylbroeck – Une plaie ouverte, Patrick Pécherot – Broen (DVD). Main courante l’actualité du polar. Comparution immédiate Les portes de l’enfer, Harry Crews – Dark Horse, Craig Johnson – La confession de Joe Cullen, Howard Fast – Rien dans les poches, Dan Fante – Les corbeaux entre eux, Ruth Rendell – Sans pitié ni remords, Nicolas Lebel. Bande originale : Bestiaire en BO : Alien, Gremlins, Baxter

### Numéro 22: Crime à la campagne (septembre 2015)
Dossier Crime à la campagne (par Jocelyne Hubert, Julius Marx, Caroline de Benedetti, Geoffroy Domangeau, Emeric Cloche, Julien Vedrenne). Des pieds et des mains Maud Mayeras par Les Pictographistes. Iconographie Le parloir. Garde à vue : Éditeurs : une partie de campagne avec Aurélien Masson, Oliver Gallmeister et Cyril Herry. À lire et à voir : Les conseils de Marie Neuser. La musique adoucit les moeurs : Royaume de Francis Valéry. Le boudoir : Joana et Francesca. Dernière séance : Cimino, un amour de film. Scoop : Dirty week end, du genre en littérature par Marie Van Moere. Verdict : Obia, Colin Niel – Ils savent tout de vous, Iain Levison –Sauvagerie, Matthew Stokoe – Même pas morte, Anouk Langaney –Les assassins, R.J. Ellory – Alabama Shooting, John N. Turner –Sacré bleu, Christopher Moore – Frank Sinatra dans un mixeur, Matthew McBride – Goldstein, Volker Kutscher – Amor, Dominique Forma – La ballade des misérables, Anibal Malvar – L’oiseleur, Max Bentow – Larguez les anars !, Hervé Sard – Quelqu’un à tuer, Olivier Martinelli – The Fear (DVD) – Soupçons, la dernière chance (DVD). Comparution immédiate : Blaze, Stephen King – La nef d’Isthar, Abraham Merrit – Je cherchais une rue, Charles Willeford – Toutes les roses sont mortelles, Loren D. Estleman – Sulak, Philippe Jaenada – Soudain trop tard, Carlos Zanon – La filière afghane, Pierre Pouchairet – Rompre le silence, Metchild Borrman. Bande originale : Cambrousse avec There will be blood, Straight Story, Take shelter et Cabin Fever. Le lieu du crime : Le chemin de Dunkerque, Pascal Dessaint.

### Numéro 21: Religion (juin 2015)
Dossier Religion (par François Braud, Jocelyne Hubert, Emeric Cloche, Julius Marx, Caroline de Benedetti, Julien Védrenne et Geoffroy Domangeau). À livre et à voir : les conseils de Barouk Salamé et Franck Bouysse. Garde à vue : Dror Mishani. Photo : Quadruppani par Favier. La musique adoucit les mœurs : Le trône de fer et Marillion. Le boudoir : Mainstream butts. Dernière séance : La nuit du chasseur (par Julius Marx). Verdict : Même pas peur, Ingrid Astier - La fille aux doigts d'or, Benjamin et Julien Guérif - L'autre ville, Michal Ajvaz - Envoûtée, Megan Abbott - Or Noir, Dominique Manotti - Adieu Lili Marleen, Christian Roux - Du sang sur la glace, Jo Nesbo - Imagine le reste, Hervé Commère - Elmore Leonard, un maître à écrire, Laurent Chalumeau - Tueurs de flics, Frédéric H. Fajardie - Le massacre des innocents, Jean-Jacques Reboux - Le chemin s'arrêtera là, Pascal Dessaint - Ratlines, Stuart Neville - Sauve-toi !, Kelly Braffet. Infraction, Bon débarras, une nouvelle d'Anouk Langaney. Comparution immédiate avec Agatha Christie, Jake Hinkson, Estelle Surbranche, Dror Mishani, Laura Kasischke, Edyr Augusto, Alessio Viola et Heinrich Steinfest. Bande originale : The dunwich horror, The wicker man et Sorcerer. Le lieu du crime : Maléfices à Noirmoutier. When we were young avec Dominique Forma.

### Numéro 20: Mafia (mars 2015)
Dossier Mafia (par Julius Marx, Alexandre Clément, Jocelyne Hubert, Geoffroy Domangeau, Salima Kettar). À livre et à voir : les conseils d'Alix Deniger et Anne Bourrel. Iconographie : La fille derrière la vitre. Garde à vue : Francesco de Filippo. La musique adoucit les mœurs : Bloody cocktail, James M. Cain. Le boudoir : Crash ! Focus : polar japonais (par Céline Gobillard), Pulp (par François Delépée), la musique de Jess Franco (par Kevin Gosse). Dernière séance : The Killing (par Julius Marx). Bande Originale : Under the skin, Enemy, Les salauds. Verdict : La femme tatouée, Pieter Aspe - Le sang des cieux, Kent Wascom - Chambre 507, J.C. Hutchins et Jordan Weisman -Coyotes, Robert Crais - L'épreuve de l'acide, Elmer Mendoza - Gran Madam's, Anne Bourrel - L'or est un poison, Jean-Louis Tourné - La catin habite au 21, Hervé Sard - Le chant du converti, Sebastian Rotella - Elle posait pour Picasso, Béatrice Egémar - Tu n'as jamais été vraiment là, Jonathan Ames - Dernier jour sur terre et Goat Mountain, David Vann - Les initiés, Thomas Bronnec - Des morts bien pires, Francisco Gonzales Ledesma. Scoop : À la morgue avec Jean-François Pasques. 4e de couv, "Hitch on the beach", série Superposition par Emeric Cloche.

### Numéro 19: Folie (novembre 2014)
Dossier Folie (par Sylvain Forge, Jocelyne Hubert, Emeric Cloche, Julius Marx, Caroline de Benedetti, Julien Védrenne et Geoffrey Domangeau). À livre et à voir : les conseils de Laurence Biberfeld, Elsa Marpeau, Eric Maravélias et Robert Darvel. Garde à vue : Nicolas Mathieu. La musique adoucit les mœurs : Jim Thompson et Alain Bashung, par Emeric Cloche. Focus sur le héros chez Carlos Salem, par François Delepée. Dernière séance : Miller's crossing et Psycho (par Julius Marx) Infraction : une nouvelle inédite de l'auteur roumain George Arion traduite par Sylvain Audet. Verdict : L'ange gardien, Jérôme Leroy - Cavales, Marie Vindy - La femme aux fleurs de papier, Donato Carrisi - La reine de Pomona, Kem Nunn - Le dernier message de Sandrine Madison, Thomas H. Cook - Lonesome Dove, Larry McMurtry - C'est arrivé en Chine, Marc Boulet - 3000 chevaux vapeur, Antonin Varenne - Le printemps du commissaire Ricciardi, Maurizio de Giovanni - Alex, Pierre Lemaitre - Le territoire des monstres, Margaret Millar -B.R.P., Sasha Morange. 4e de couv, "Writer", série Superposition par Emeric Cloche.

### Numéro 18: Polars en balade (juillet 2014)
Dossier Polar en balade (par Jocelyne Hubert, Emeric Cloche, Caroline de Benedetti, Julien Védrenne et Eric Maneval). À livre et à voir : les souvenirs de Nicolas Mathieu, Ian Manook, Nicolas Jaillet et Marie Vindy. Sévices : Les mots-croisés de Jacques Mailhos. Garde à vue : Heinrich Steinfest. La musique adoucit les mœurs : Tocqueville et Dovrak, par Emeric Cloche. Dernière séance : Ciné Club Clouzot (par Julius Marx). Verdict : Le chant des morts, Jean-Paul Demure - Meurtre à Tombouctou, Moussa Konaté - Clouer l'Ouest, Séverine Chevalier - L'assassinat d'Hicabi Bey, Alper Canigüz - Révélation brutale, Louise Penny - Country blues, Claude Bathany - Dernier refrain à Ispahan, Naïri Nahapétian - Ombres et soleil, Dominique Sylvain - Crimes sans importance, Dave Zeltserman - L'emprise, Marc Dugain - Le léopard, Jo Nesbo - La faux soyeuse, Eric Maravélias - Date limite, Duane Swierczynski - Le détroit du loup, Olivier Truc - Un mensonge explosif, Christophe Reydi Gramond - Le dévouement du suspect X, Keigo Higashino - Le zoo de Mengele, Gert Nygardshaug - Yeruldelgger, Ian Manook - Ce qui n'est pas écrit, Rafael Reig - Police, Jo Nesbo. 4e de couv, "Bibliothèque", série Superposition par Emeric Cloche.

### Numéro 17: Guerres (mars 2014)
Dossier Guerres (par Julius Marx, Sylvain Forge, Jocelyne Hubert, Geoffroy Domangeau, Emeric Cloche, Alexandre Clément, Caroline de Benedetti). Sévices : Les mots-croisés de Jacques Mailhos .Garde à vue : Carlos Salem. Bande Originale : par Emeric Cloche. Focus : Jeux de pouvoir, la série State of play, par Caroline de Benedetti. Dernière séance : U.S.A. Guerres à domicile (par Julien Védrenne). Verdict : Premier sang, David Morrell - Les impliqués, Zygmunt Miloszewski - Sale temps pour le pays, Michaël Mention - Sympathy for the devil, Kent Anderson - La bombe des mollahs, Paul Fauray - Impact, Philip Kerr - La cote 512, Thierry Bourcy - Vox / Cobra, Dominique Sylvain - Les anagrammes de Varsovie, Richard Zimler - African Tabloïd, Janis Otsiemi - La grande peur du petit blanc, Frédéric Paulin
Affaires classées : Le virus, Lionel White, par Julius Marx. Scoop Au commissariat, Waldeck Rousseau avec Jean-François Pasques
4e de couv, "Sortie", série Superposition par Emeric Cloche.

### Numéro 16: L'Enfance (novembre 2013)
Dossier Enfance (par Betty Douet, Thierry Picquet, Sylvain Forge, Jocelyne Hubert, Geoffroy Domangeau, Eric Maneval, Julien Védrenne, Caroline de Benedetti). Sévices : Les mots-croisés de Jacques Mailhos. Nécro : No more Elmore ! par Jocelyne Hubert. Garde à vue : Robert Darvel. La musique adoucit les mœurs : Dansez-vous le sabar ? (Les marques du fouet, Gérard Streiff) par Emeric Cloche. Focus : Femmes blafardes par Julius Marx. Dernière séance : Ciné club Fritz Lang / Beat Takeshi (par Julius Marx). Verdict : Jeux d'enfants, Jonathan Trigell - Protocole 118, Claire Le Luhern - Djebel, Gilles Vincent - En un monde parfait, Laura Kasischke - Nous sommes un orage sous le crâne d'un sourd, Chaïm Helka - Toubab or not toubab, Jean-Claude Derey - Je tue les enfants français dans les jardins, Marie Neuser - Final Cut, Roger L. Simon - Les vestiges de l'aube, David S. Khara - Intermittence, Andrea Camilleri - Ce qui reste en forêt, Colin Niel - 400 coups de ciseaux, Thierry Jonquet - La méthode du crocodile, Maurizio de Giovanni - Les guetteurs, Ian Rankin - Quitte ou double, Cyrille Legendre - Rupture, Simon Lelic - Sur la ligne noire, Joe R. Lansdale - Le vol et la morale, Myriam Congoste - On ne joue pas avec la mort, Emily St. John Mandel - Du vide plein les yeux, Jérémie Guez. Bande Originale : Associés contre le crime, Basic Instinct et Drive, par D.J. Duclock. Portrait, Hafed Benotman par ArtphotoLLG.

### Numéro 15: Polamour (octobre 2013)
Dossier Polamour (par Jocelyne Hubert, Julien Védrenne, Caroline de Benedetti, Geoffroy Domangeau, Eric Maneval, Emeric Cloche et Julius Marx).
Garde à vue : Hubert Tézenas.
La musique adoucit les mœurs : Une épinette dans le tarot (Tarot, William Bayer) par Emeric Cloche.
Dernière séance : Scènes d'amour vues par Sophie Loubière, Pascal Dessaint, Jean-Hugues Oppel et Fred Gevart / Nicholas Ray et Billy Wilder (par Julius Marx).
Focus : Brigade Mondaine par Claude Le Nocher.
Verdict : chroniques des livres : Road Tripes, Sébastien Gendron - Sale temps pour les braves, Don Carpenter - La vie est un tango, Lorenzo Lunar - Une histoire d'amour radioactive, Antoine Chainas - L'expatriée, Elsa Marpeau - Chinese Strike, Michel Douard - La ligne de sang, DOA - Une belle saloperie, Robert Littell - La voix des maisons, Jean Songe - Black Coffee, Sophie Loubière - La maison, Nicolas Jaillet - Necroporno, Robert Derval - Maintenant le mal est fait, Pascal Dessaint - La nuit, Frédéric Jaccaud - À l'aube d'une autre guerre, Yann-Fanch Le Fur - Misty, Joseph Incardona - Un long moment de silence, Paul Colize - Du Polar, François Guérif.
Affaires classées : L'amour mort ou vif, Richard Lortz.
Comparution immédiate.
Main courante, la rentrée littéraire.
Serial Bobines !, Pascal Garnier par Hermance Triay.

### Numéro 14: Polar Français (mars 2013)
Dossier Polar français (par Jocelyne Hubert, Julien Védrenne, Caroline de Benedetti, Christophe Dupuis, Eric Maneval et Julius Marx).
Garde à vue : Cathi Unsworth.
La musique adoucit les mœurs : Intervention divine à L'heure zéro (L'heure zéro, Agatha Christie) par Emeric Cloche.
Dernière séance : Carné, Corneau, Bral, (par Julius Marx) / La porte du paradis, par Julien Védrenne.
Focus : S.A. Steeman, par Geoffroy Kursner.
Verdict : chroniques des livres : Le voleur de cadavres, Patricia Melo - Ne tremble pas !, Peter Leonard - Des nœuds d'acier, Sandrine Collette - Le vallon des Parques, Sylvain Forge - Hôpital psychiatrique, Raymond Castells - Ravages, Anne Rambach - Dernière nuit à Montréal, Emily St. John Mandel - Les exagérés, Jean-François Vilar - Traversée vent debout, Jim Nisbet - Vostok, Jean-Hugues Oppel - Comme au cinéma, Hannelore Cayre - Angle Mort, Ingrid Astier - Les mannequins ne sont pas des filles modèles, Olivier Gay - Les amis du crime parfait, Andrés Trapiello.
Affaires classées : Nous avons toujours vécu au château, Shirley Jackson.
Comparution immédiate.
Obsession, texte de Marc Villard, photos de Hermance Triay.

### Numéro 13: Western (novembre 2012)
Dossier Western (par Jocelyne Hubert, Geoffroy Domangeau, Guillaume Fortin, Frédérick Houdaer, Sébastien Rutés et Mempo Giardinelli).
Garde à vue : Nouvelle-Zélande et clichés, Michel Embareck.
La musique adoucit les mœurs : Ritournelle (Agnès de Chastillon de Robert E. Howard) et Radio Psychose (Psychose de Robert Bloch) par Emeric Cloche.
Dernière séance : Du livre à l'écran, (Dans ses yeux par Sylvain Forge) / All Cops Are Bastards ?, par Emeric Cloche / Les films de John Sayles par Julius Marx.
Focus : Musique pour films Noirs, par Patrick Foulhoux.
Verdict : chroniques des livres : Rackets, Thomas Kelly - Le roi n'a pas sommeil, Cécile Coulon - Trois guerres pour Emma, Le fantôme d'Orsay, François Darnaudet - Julius Winsome, Gerard Donovan - Les péchés de nos pères, Lewis Shiner - Epépé, Ferenc Karinthy - La mémoire de l'orchidée, François Fierobe - No Présent, Lionel Tran - Profession balance, Christopher Goffard - Un petit jouet mécanique, Marie Neuser - Un monde sous surveillance, Peter Temple - Mapuche, Caryl Férey - Bienvenue à Oakland, Eric Miles Williamson - La politique du tumulte, François Médéline.
Affaires classées : Le festin des charognes, Max Roussel.
Comparution immédiate.
Thomas Narcejac hier et aujourd'hui.

### Numéro 12: Le Polar se fait peur (juin 2012)
Dossier Le polar se fait peur (par Caroline de Benedetti, Emeric Cloche, Geoffroy Domangeau, et Guillaume Fortin). Garde à vue : Traducteurs, le retour, Jean-Paul Gratias et Pierre Bondil. La musique adoucit les mœurs : Ça va valser (La sirène du Mississipi de William Irish) par Emeric Cloche. Focus : C'était mieux avant, par Julius Marx / Bande Originale, par Emeric Cloche Dernière séance : Dealers in celluloïd, Dashiell Hammett par Julius Marx) / We own the night, par Emeric Cloche. Verdict : chroniques des livres : Le dix-septième, Eric Debeir - Scintillation, John Burnside - Cible mouvante, Ross MacDonald - La clé de l'abîme, José Carlos Somoza - Cruelles Natures, Pascal Dessaint - Rennes-le-Château, tome sang, Eric Maneval - Tous les romans de Pete Dexter.  Affaires classées : L'heure blafarde, William Irish. Comparution immédiate. Coup de projecteur Les métiers du polar avec les documentalistes et les élèves du Lycée Marcelin Berthelot de Questembert (Morbihan).

### Numéro 11: "Polar et politique" (mars 2012)
Dossier Polar & Politique (par Caroline de Benedetti, Geoffroy Domangeau, et Emeric Cloche). Réflexion, le rôle de la femme au cinéma par Emeric Cloche et Caroline de Benedetti. Interrogatoires : Éditeurs chéris (Asphalte, La Tengo et Ecorce) / Elsa Marpeau. La musique adoucit les mœurs : Black Blocs, BxN par Dj Duclock. Scoop : La vie Rivages, par Eric Maneval / Éloge de la subversion, par Guillaume Fortin. Dernière séance : Noir western (par Julius Marx). Verdict : chroniques des livres : I'll be waiting, Raymond Chandler - Incarnations, Xavier Bruce - L'agneau, Christopher Moore - Les orphelins de Brooklyn, Jonathan Lethem - Punis-moi avec des baisers, William Bayer - Desolation Road, Jérôme Noirez - Au château d'alcool, François Darnaudet - Spécial Rivages/Casterman - Blue Jay Way, Fabrice Colin - Un privé à la cambrousse, Bruno Heitz - Février, Louis Sanders. Affaires classées : Deuil en violet - John D. MacDonald. Comparution immédiate. (mars 2012).

### Numéro 10: "Polar & SF" (novembre 2011)
Dossier Polar & SF (par Caroline de Benedetti, Geoffroy Domangeau, Guillaume Fortin et Laurent Leleu - avec la participation de Jean-Pierre Andrevon, Antoine Chainas, Marin Ledun et Francis Mizio). Poésie Scribe de Adrien Meignan. Nouvelle Plus belle la mort de Thierry Marignac. Interrogatoires : Camille Leboulanger par Caroline de Benedetti. 
La musique adoucit les mœurs : Whodunit à l'opéra (par Emeric Cloche). 
Scoop : De la littérature des affaires judiciaires au policier chinois (par Xavier Murer). 
Dernière séance : Qui parle ? (par Emeric Cloche). 
Verdict : chroniques des livres : Préparer l'enfer - Thierry Di Rollo, Le bloc - Jérôme Leroy, Cinacittà - Tommaso Pincio, La lucidité - José Saramago, Requins d'eau douce - Heinrich Steinfest. 
Affaires classées : Tremolo - Ernest Borneman (par Emeric Cloche). 
Comparution immédiate. (novembre 2011).

### Numéro 9: "Monde arabe" (juin 2011)
Dossier Monde arabe (par Guillaume Fortin, Geoffroy Domangeau, Eric Maneval, Emeric Cloche et Caroline de Benedetti). 
Poésie Cri de Adlène Meddi. 
Opinion : lecture critique de James Ellroy (par Alexandre Clément). 
Interrogatoires : Barzakh par Guillaume Fortin, Thierry Di Rollo par Caroline de Benedetti. 
On connaît la chanson : Poème aux peuples (par Emeric Cloche). 
La musique adoucit les mœurs : Topin & les nuages (par Emeric Cloche). 
Scoop : Nos jeunes héros (par Claude Le Nocher). 
Dernière séance : Changement de décors (par Emeric Cloche). 
Verdict : chroniques des livres : Oussama - Norman Spinrad, La onzième plaie - Aurélien Molas, Démolition - Nada, La cabane de l'aiguilleur - Robert Charles Wilson, Rhapsodie en noir - Craig McDonald, Derniers verres - Andrew McGahan, Le comité - Sonallah Ibrahim. 
Affaires classées : Dîner de têtes - Kâa (par Emeric Cloche). 
Comparution immédiate. (juin 2011).

### Numéro 8: "Prison" (février 2011)
Dossier Prison (par Laurent Leleu, Eric Maneval et Caroline de Benedetti). 
Poésie Ardoise de Brice Mérian. Nouvelle La grande évasion de Richard Stratton (Traduction Thierry Marignac). 
Interrogatoires : René Frégni par Guillaume Fortin, DOA & Manotti par Caroline de Benedetti. 
On connaît la chanson : Pièce montée des grands jours, (par Emeric Cloche). 
La musique adoucit les mœurs : Les Smashing Pumpkins sont dans le bois avec Fred Gévart (par Emeric Cloche). 
Photo : Dermot Bolger (par Olivier Favier). 
Scoop : Franck Thilliez fait son cinéma (par Geoffroy Domangeau). 
Dernière séance : Cinéma & prison (par Guillaume Fortin), Un prophète libéral ? (par Emeric Cloche). 
Verdict : chroniques des livres : Le Vaisseau des voyageurs - Robert Charles Wilson, Sansalina - Nicolas Jaillet, Les harmoniques - Marcus Malte, Peines éliminatoires et isolement carcéral - L'envolée, Paris la nuit - Jérémie Guez, De briques et de sang - David François et Régis Hautière, La lecture du feu - Louis Sanders
Affaires classées : Monsieur Gros Bidon - Samuel Ornitz (par Caroline de Benedetti). (février 2011).

### Numéro 7: "Braquages" (novembre 2010)
Dossier Braquages (par Geoffroy Domangeau, Emeric Cloche, Julien Védrenne et Caroline de Benedetti). 
Poésie Éternité de Sophie Faure. 
Nouvelle L'Absence de Jean-Paul Jody. 
Interrogatoires : Frédérick Houdaer et Jean-Paul Jody (par Emeric Cloche). 
On connaît la chanson : Daddy was a bank robber de Clash, (par Emeric Cloche). 
La musique adoucit les mœurs : Pour une autre berceuse (par Emeric Cloche).
Photo ci-contre : Jean-Bernard Pouy (par Olivier Favier).
Scoop : Le noir nuit gravement à la santé ? (par Bernard Allaire). 
Dernière séance : Retour à la case casse (par Claude Baugee). 
Verdict : chroniques des romans de Robert Charles Wilson, Et qu'advienne le chaos - Hadrien Klent , Instinct civique - Jean-Baptiste Seigneuric, Moi comme les chiens - Sophie di Ricci, Cripple Creek - James Sallis. 
Affaires classées : Logique contre croyance, Hake Talbot (par Caroline de Benedetti). (novembre 2010).

### Numéro 6: "L'image de l'homme et de la femme dans le polar" (juillet 2010)
Dossier L'image de l'homme et de la femme dans le polar (par Geoffroy Domangeau, Eric Maneval, Emeric Cloche, Clément Bulle et Caroline de Benedetti). 
Poésie de Roland Pradoc. 
Nouvelle Barrage Routier de Thierry Marignac. 
Interrogatoires : Adlène Meddi et Eric Maneval (par Emeric Cloche). 
Eclats : Bastons sous-marines et matassinades dans le roman d'espionnage (par Clément Bulle). 
On connaît la chanson : Sale Rengaine, (par Emeric Cloche).
La musique adoucit les mœurs : Quatuors pour Lovecraft (par Emeric Cloche).
Photo ci-contre : Jean-François Vilar (par Olivier Favier). 
Scoop : Discussion avec Renaud Marhic (par Emeric Cloche). 
Dernière séance : Qu'est-il arrivé à Baby Jane ? (par Claude Baugee). 
Verdict : chroniques de Shopping ! Bang Bang ! - Jean-Marc Flahaut et Daniel Labedan (par Emeric Cloche), À travers temps - Robert Charles Wilson (par Emeric Cloche), Éboueur sur échafaud - Abdel Hafed Benotman, Un nageur en plein ciel - Lorent Idir (par Caroline de Benedetti), Classe dangereuse - Patrick Grenier de Lassagne (par Olivier Titz), Minuit Privé - Kris Saknussemm (par Caroline de Benedetti), King Kong Théorie - Virginie Despentes (par Emeric Cloche). 
Affaires classées : Jean-François Vilar (par Caroline de Benedetti). (juillet 2010).

### Numéro 5: "Les Fondus se fendent la gueule" (mars 2010)
Dossier Les Fondus se fendent la gueule (par Laurent Leleu, Eric Maneval, Emeric Cloche et Caroline de Benedetti). 
Poésie Un numéro de chambre de Thomas Vinau. 
Nouvelle Le Sapin de Noël de Julien Zerilli. 
Interrogatoires : Ayerdhal (par Caroline de Benedetti). 
Eclats : Pour Boudard par Clément Bulle. 
On connaît la chanson : The Jeffrey Lee Pierce Sessions Project, (par Emeric Cloche). 
Photo ci-contre : Patrick Raynal par Olivier Favier. 
Scoop : Noir c'est noir par Emeric Cloche et Caroline de Benedetti. 
Dernière séance : Woody Allen par Claude Baugee. 
Verdict : chroniques de Sukkwan Island - David Vann (par Geoffroy Domangeau), Bien connu des services de police - Dominique Manotti (par Emeric Cloche), Un amour d'outremonde et Le silence de l'espace - Tommaso Pincio (par Emeric Cloche), Les canards en plastique attaquent - Christopher Brookmyre (par Caroline de Benedetti). 
Affaires classées : G. K. Chesterton (par Caroline de Benedetti). (mars 2010).

### Numéro 4: "Il va y avoir du sport" (novembre 2009)
Dossier Il va y avoir du sport (par Laurent Leleu, Geoffroy Domangeau, Emeric Cloche et Caroline de Benedetti). 
Poésie Finir comme Edward Norton de Jean-Marc Flahaut. 
Nouvelle Le Mystère de l'ancêtre de Lauriane Cailloux et Maud Pinon. 
Interrogatoires : Stéphane Beauverger (par Emeric Cloche), R.J. Ellory (par Caroline de Benedetti). 
Eclats : Dans les cordes (sur Renegade Boxing Club de Thierry Marignac). 
On connaît la chanson : The loneliness of the long distance runner, Iron Maiden (Emeric Cloche). 
Photo ci-contre : Thierry Jonquet par Olivier Favier. 
Scoop : La Brigade Chimérique (BD) par Emeric Cloche. 
Dernière séance : Plus dure sera la chute (Mark Robson), Nous avons gagné ce soir (Robert Wise) par Claude Baugee. 
Verdict : chroniques de Football Factory - John King (par Olivier Titz), Let's Let's go - Frédéric Léal (par Clément Bulle), Souvenez-vous de moi - Richard Price (par Caroline de Benedetti), Vendetta - R.J. Ellory (par Caroline de Benedetti). 
Affaires classées : Joseph Hansen (par Caroline de Benedetti). (novembre 2009).

### Numéro 3: "Polar et alcool" (juillet 2009)
Dossier Polar et alcool (par François Braud, Geoffroy Domangeau, Emeric Cloche et Caroline de Benedetti). 
Poésie Démocrates ambidextres de Renaud Marhic. 
Nouvelle Il n'y a plus d'après de François Bourcier. 
Interrogatoires : dossier traducteurs avec Thierry Marignac, Claro et Jean-Paul Gratias (par Caroline de Benedetti). 
Eclats : Dashiell Hammett (par Clément Bulle). 
On connaît la chanson : The Moonshiner (en) avec Bob Dylan, Alan Lomax, Tommy Maken, Delia Murphy, les New City Rampblers, Roscoe Holcomb (par Emeric Cloche). 
Photo ci-contre : Tonino Benacquista par Olivier Favier.
Scoop : Jacques Barbéri (par Laurent Leleu). 
Dernière séance : Orson Welles (par Claude Baugee). 
Verdict : chroniques de Travail soigné - Pierre Lemaitre (par Caroline de Benedetti), quelques Maigret pour les vacances (par Emeric Cloche), Club - Bill James (par Freddienoon), Sans temps de latitude - Francis Mizio (par Clément Bulle), De Raf Vallet à Claude Marker la politique dans le polar (par Patrick Galmel). 
Affaires classées : Francis Ryck (par Caroline de Benedetti). (juillet 2009).

### Numéro 2: "Ghettos et banlieues" (février 2009)
Dossier Ghettos et banlieues (par Geoffroy Domangeau, Olivier Titz, Emeric Cloche et Caroline de Benedetti). 
Poésie Fin de chantier de Stéphane Prat. 
Nouvelle Femme à petit chien d'Eric Scilien. 
Interrogatoires : Pouy et Oppel à Mauves en Noir (par Emeric Cloche). 
Eclats : Lolita fleur de banlieue, portrait d'une égérie ADGienne (par Clément Bulle). 
On connaît la chanson : Tricky (par Emeric Cloche). 
Photo ci-contre : Didier Daeninckx par Olivier Favier. 
Scoop : Guerre (par Claude Mesplède). 
Dernière séance : Jules Dassin (par Claude Baugee). 
Verdict : chroniques de Turbulences catholiques - Colin Bateman (par Lionel Bérenger), Zulu - Caryl Férey (par Amélien Loreau), Ikebukuro West Gate Park - Ira Ishida (par Emeric Cloche). 
Affaires classées : Michael Collins, l'américain (par Caroline de Benedetti). (février 2009).

### Numéro 1:Faites vos Jeux(mai 2008)
Dossier Faites vos Jeux (par Geoffroy Domangeau, Emeric Cloche et Caroline de Benedetti). 
Poésie Le privé le plus paresseux du monde de Frédérick Houdaer. 
Nouvelle Le Phare de l'île aux oiseaux de Viviane Faudi-Khourdifi. 
Interrogatoires : Stéphanie Benson et Philippe Marlu (par Emeric Cloche). 
Éclats : Fonctions de la triche dans le polar (par Clément Bulle). 
On connaît la chanson : Laura de Johnny Mercer (par Emeric Cloche). 
Scoop : Weegee (par Lionel Bérenger). 
Dernière séance : La Clé de verre de Stuart Heisler (par Claude Baugee). 
Verdict : chroniques de Joe - Larry Brown (Caroline de Benedetti), La vie de Marie-Thérèse qui bifurqua quand sa passion pour le jazz pris une forme excessive - Michel Boujut (Emeric Cloche). 
Affaires classées : Joseph Wambaugh (par Caroline de Benedetti). (mai 2008).

### Liens
- Site de l'association Fondu Au Noir qui édite L'Indic.
- Le site de Julius Marx, La position du lecteur couché
- Blog culturel d'Emeric Cloche (alias DJ Duclock), alimenté depuis 2006.
- Le site de Julien Védrenne K-Libre
- L'Indic no 1 (épuisé dans sa version papier) est entièrement consultable sur internet.
- L'Indic référencé sur K-Libre
- L'Indic référencé sur Ent'revues